# Flughafen Montevideo

i7
i11
i13

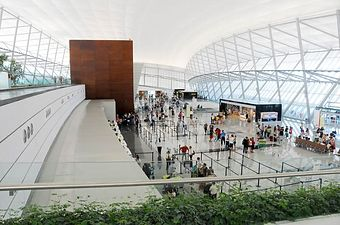
Aeropuerto Internacional de Carrasco. Terminals (2010)

Der Aeropuerto Internacional de Carrasco (IATA-Code: MVD, ICAO-Code: SUMU) ist der internationale Verkehrsflughafen bei Montevideo, der Hauptstadt Uruguays. Er ist der größte und wichtigste Flughafen des Landes und diente als Heimatbasis der PLUNA.
Er wurde 1947 erbaut und liegt im Departamento Canelones in der gleichnamigen Ortschaft wenige Kilometer östlich von Montevideo. Am 5. Oktober 2009 wurde das neue, von Rafael Viñoly gestaltete Terminal eingeweiht. Es verfügt über vier Fluggastbrücken und kann nach Auskunft des am Bau beteiligten Unternehmens Barrisol jährlich bis zu viereinhalb Millionen Passagiere abfertigen. Das tatsächliche Passagieraufkommen schwankte dagegen in den vergangenen Jahren jeweils um die Marke von einer Million. In einem Flughafen-Ranking des US-Reiseportals frommer's fand der Flughafen von Montevideo im Januar 2012 einen Platz in den TOP-10 der besten Flughäfen der Welt. Dort belegte er den neunten Rang.

## Fluggesellschaften und Ziele
Montevideo ist mit zahlreichen Flugzielen innerhalb Südamerikas sowie einigen in Nordamerika und Europa verbunden.

## Statistiken
| Bewegungen      | 2008      | 2007      | 2006      | 2005      | 2004    | 2003    | 2002    | 2001    | 2000      |
| --------------- | --------- | --------- | --------- | --------- | ------- | ------- | ------- | ------- | --------- |
| Passagiere      | 1.236.415 | 1.168.199 | 1.102.299 | 1.061.337 | 996.106 | 834.515 | 835.203 | 948.745 | 1.012.219 |
| Fracht (Tonnen) | 24.700    | 24.633    | 24.712    | 26.149    | 25.445  | 23.097  | 20.237  | 25.929  | 20.644    |

## Zwischenfälle
- Am 18. September 1957 wurde eine Convair CV-440-62 der brasilianischen REAL Transportes Aéreos (Luftfahrzeugkennzeichen PP-AQE) am Flughafen Montevideo 1030 Meter vor der Landebahn in den Boden geflogen. Die Maschine wurde nach Sichtflugregeln geflogen, geriet aber im Anflug in Nebel. Das Flugzeug wurde zerstört. Von den 35 Insassen wurde ein Besatzungsmitglied getötet, die anderen sowie sämtliche 30 Passagiere überlebten.[6]

- Am 9. Oktober 1962 verunglückte eine Douglas DC-3/C-47A-1-DK der uruguayischen PLUNA (CX-AGE) beim Start auf dem Flughafen Montevideo. Auf ihrem Abnahmeflug für die Erteilung des Lufttüchtigkeitszeugnisses stieg die Maschine nur auf maximal 15 Meter, schlug dann zunächst mit der rechten Tragfläche auf der Startbahn auf und dann noch mehrmals mit steigender Heftigkeit, bis sie auf den Rücken gedreht aufschlug. Die Ursache war ein Wartungsfehler, der bei der Inspektion vor dem Flug weder von den Kontrolleuren der Zulassungsbehörde noch denen der PLUNA bemerkt worden war. Alle 10 Insassen wurden getötet.[7]

- Am 10. Oktober 1979 brach an einer Canadair CL-44/CC-106 Yukon der uruguayischen ALAS – Atlantida Linea Aérea Sudamericana (CX-BKD) bei der Landung auf dem Flughafen Montevideo das rechte Hauptfahrwerk zusammen. Die rechte Tragfläche schlug auf den Boden, das Bugfahrwerk und linke Hauptfahrwerk sanken sofort in den weichen Boden neben der Landebahn ein, wodurch das Heck und ein Teil der linken Tragfläche über die Landebahn ragten. Alle sechs Insassen, vier Besatzungsmitglieder und zwei Passagiere, überlebten den Unfall. Da in Carrasco keine Bergungsausrüstung vorhanden war, konnte das Flugzeug nicht von der Landebahn entfernt werden. Triebwerke, Instrumente und andere Ausrüstungsgegenstände wurden entfernt und das Heck und der Bug abgetrennt. Die Überreste wurden dann angezündet.[8]